# Maria Papoila
Maria Papoila (1937) é um filme português de Leitão de Barros.
Conta a história de uma jovem camponesa, na pele de Mirita Casimiro, que se muda para a cidade para trabalhar como empregada doméstica, seguindo um padrão comum na época. O amor de Maria Papoila por um homem vai contra a ordem estabelecida.
Filmado enquanto instrumento de propaganda do Estado Novo, a história representa o confronto entre os paradigmas urbanos e rurais.

## Enredo
Maria Papoila é a personagem principal, uma jovem nascida no centro de Portugal, numa pequena e remota aldeia, que nunca viu o mar ou uma cidade. A jovem seguiu o percurso de muitos cidadãos portugueses na época, que se mudavam para Lisboa ou Porto, em busca de emprego em ambientes muito hostis.
Na viagem de comboio para Lisboa, a primeira classe é filmada como um local triste, enquanto nas classes mais baixas Maria viaja em animação com soldados.

Em Lisboa, Maria apaixona-se por um dos residentes da casa onde trabalhava como empregada doméstica. O rapaz é acusado de um crime que não cometeu, mas porque não quer revelar o nome da menina rica com que estava no momento do crime, acaba no tribunal.

A solução milagrosa acontece quando Maria Papoila decide comprometer a sua honra para salvar o homem que ama. A ordem fica reestabelecida devido à honestidade "rural" de Maria Papoila.

## Ficha técnica
- Local de Estreia: São Luiz (Lisboa) - 15 de Agosto, 1937
- Produção: Filmes Lumiar
- Diálogos: Vasco Santana, José Galhardo e Alberto Barbosa
- Dir. Fotografia: Manuel Luis Vieira e Isy Goldberger
- Imagem: Tóbis Portuguesa
- Montagem: Peter Meyrowitz
- Decoração: Fausto Albuquerque
- Dir. Som: Paulo Brito Aranha
- Canções: Fernando de Carvalho, Raúl Ferrão e Raúl Portela
- Produção Executiva: Campos Figueira
- Exteriores: Lisboa e Estoril
- Lab. Imagem: Lisboa Filme
- Estúdio de som: Tóbis Portuguesa
- Distribuição: Sonoro Filme

## Elenco
- - António Silva: Mister Scott
  - Joaquim Oliveira
  - Lino Ferreira
  - Maria Cristina: Margarida Noronha Baptista
  - Emília de Oliveira: D. Efigénia
  - João Lopes
  - Alves da Costa: Carlos
  - Henrique de Albuquerque
  - Beatriz Belmar
  - Estevão Amarante
  - Eugénio Salvador
  - Perpétua dos Santos: Ti Joaquina
  - Armando Machado
  - Amélia Pereira: D. Casimiria
  - Mirita Casimiro: Maria Papoila
  - Eduardo Fernandes
  - Joaquim Pinheiro: Soldado 27
  - Virgínia Soler: Cozinheira Elvira
  - Barroso Lopes
  - António Gomes
  - Vital Santos
  - Alfredo Silva